# Ravilloles
 Ravilloles  es una población y comuna francesa, en la región de Franco Condado, departamento de Jura, en el distrito de Saint-Claude y cantón de Saint-Claude (Jura).

## Demografía
| 304 | 294 | 330 | 332 | 382 | 404 |
| Para los censos de 1962 a 1999 la población legal corresponde a la población sin duplicidades (Fuente: INSEE [Consultar]) |     |     |     |     |     |